# Zabrđe, Plužine
Zabrđe este un sat din comuna Plužine, Muntenegru. Conform datelor de la recensământul din 2003, localitatea are 31 de locuitori (la recensământul din 1991 erau 49 de locuitori).

## Demografie
În satul Zabrđe locuiesc 29 de persoane adulte, iar vârsta medie a populației este de 61,8 de ani (64,8 la bărbați și 59,1 la femei). În localitate sunt 15 gospodării, iar numărul mediu de membri în gospodărie este de 2,07.
Populația localității este foarte eterogenă.
|  |

| Demografie | Demografie | Demografie |
| An         | Locuitori  | Locuitori  |
| ---------- | ---------- | ---------- |
|            |            |            |
|            |            |            |
|            |            |            |
|            |            |            |
| 1948       | 121        |            |
| 1953       | 124        |            |
| 1961       | 127        |            |
| 1971       | 96         |            |
| 1981       | 76         |            |
| 1991       | 49         | 49         |
| 2003       | 31         | 31         |

| \| Componența etnică conform recensământului din 2003[2] \| Componența etnică conform recensământului din 2003[2] \| Componența etnică conform recensământului din 2003[2] \| Componența etnică conform recensământului din 2003[2] \| Componența etnică conform recensământului din 2003[2] \| \| ----------------------------------------------------- \| ----------------------------------------------------- \| ----------------------------------------------------- \| ----------------------------------------------------- \| ----------------------------------------------------- \| \| \| \| \| \| \| \| Sârbi \| Sârbi \| \| 18 \| 58,06% \| \| Muntenegreni \| Muntenegreni \| \| 11 \| 35,48% \| \| necunoscută \| necunoscută \| \| 0 \| 0% \| |              |  |    |        |
| Componența etnică conform recensământului din 2003 |              |  |    |        |
| |              |  |    |        |
| Sârbi | Sârbi        |  | 18 | 58,06% |
| Muntenegreni | Muntenegreni |  | 11 | 35,48% |
| necunoscută | necunoscută  |  | 0  | 0%     |